# Empresa de Transporte Aéreo
Empresa de Transporte Aéreo & Companhia Limitada (ETA) era una compagnia aerea brasiliana fondata nel 1928, che però cessò le operazioni nel 1929.

## Storia
Sebbene fondata nel 1928, la storia della compagnia aerea può essere fatta risalire a un anno prima. Nel 1927, Ralph O'Neill voleva istituire servizi postali tra gli Stati Uniti d'America e il Sud America e lavorò su due fronti: fondando una compagnia aerea americana per gestire le rotte principali e fondando o acquistando compagnie aeree locali per fornire delle rotte di collegamento.
Fu con questo intento che O'Neill contattò Ruy Vacani e Benjamin e Alexandre Braga, che stavano creando una compagnia aerea. I contatti non giunsero a una conclusione definitiva perché O'Neill non era d'accordo sull'aspetto finanziario dell'operazione e Vacani e i fratelli Braga non potevano fornire l'esplorazione esclusiva dei servizi aerei in Brasile, come richiesto da O'Neill.
Entrambi i gruppi tuttavia perseguirono i loro piani e mentre O'Neill fondò la NYRBA, Vacani e i fratelli Braga fondarono l'ETA il 10 agosto 1928. L'ETA ricevette una concessione per volare sull'intero territorio del Brasile il 1 marzo 1929, ma il governo brasiliano non concesse l'esclusiva richiesta per l'esplorazione dei servizi aerei in Brasile. I suoi piani consistevano nel trasportare sacchi postali da Rio de Janeiro a San Paolo, a Campos dos Goytacazes e a Belo Horizonte, utilizzando aerei con ruote di atterraggio, una caratteristica rara in Brasile a quel tempo.
Il primo volo decollò il 30 luglio 1929 dall'aeroporto di Rio de Janeiro-Manguinhos all'aeroporto di San Paolo-Campo de Marte e durò 3 ore e 45 minuti.
Nel tentativo di espandere le proprie attività, ETA contattò un direttore della NYRBA disposto a vendere aerei, ma che desiderava anche acquistare la compagnia aerea. Il contratto di vendita fu firmato il 13 agosto 1929 e fu pagata solo una piccola parte del prezzo concordato. Tuttavia, il contratto non fu registrato e presentava scorci che lo rendevano non valido secondo la legge brasiliana. Inoltre, ETA non godeva dell'esclusiva richiesta da O'Neill. Per questo motivo, O'Neill denunciò il contratto e dichiarò la transazione nulla. Ne seguì una battaglia legale durata anni.
Perdendo interesse nelle operazioni aeree, Vacani e i fratelli Braga cessarono le attività dell'ETA il 16 novembre 1929 e vendettero due dei suoi aerei alla Varig, quelli immatricolati P-BBAC e P-BBAD. Non vi è alcuna traccia del destino del P-BBAA.
Anni dopo, nel 1947, Ruy Vacani fondò un'altra compagnia aerea: Lóide Aéreo Nacional.

## Destinazioni
- Rio de Janeiro – Aeroporto di Manguinhos
- Aeroporto di San Paolo-Campo de Marte

## Flotta
Nella sua brevissima carriera ETA operò 3 Klemm Kl 25 nella sua flotta.